# Zemljopis Sjeverne Makedonije
Zemljopis Sjeverne Makedonije pojam je koji uključuje reljefna, klimatska i hidrografska obilježja ove zemlje. Sjeverna Makedonija nalazi se u području Jugoistočne Europe, s površinom od 25,713 km². Ima granicu od 896 kilometara, koju dijeli sa Srbijom (102 km) na sjeveru, Kosovom (179 km) na sjeveroistoku, Bugarskom (173 km) na istoku, Grčkom (256 km) na jugu i Albanijom (186 km) na zapadu. Država predstavlja prijelazni koridor iz zapadne i srednje Europe prema Egejskomu moru te iz jugoistočne Europe u zapadnu Europu. Osim toga, Sjeverna Makedonija nalazi se u sjevernomu umjerenom klimatskom pojasu, te ima povoljnu klimu za uzgoj mnogih različitih usjeva.
Sjeverna Makedonija dio je šire pokrajine Makedonije, po kojoj i nosi ime. To je kontinentska zemlja bez izlaza na more, ali ima tri velika prirodna jezera: Ohridsko, Prespansko i Dojransko jezero, tako da je 477 km² ukupne površine zemlje pod vodom.
Sjeverna Makedonija ima jedinstvenu klimu što se objašnjava njezinim položajem i topografijom. Klima ravnica je sredozemna klima zajedno s utjecajem Crnoga mora. Zemlja ima i kontinentska obilježja, koja su naglašena planinama na jugu koje sprječavaju kretanje vrućega zraka s juga prema sjeveru. Nasuprot tome, Šar-planina, koja se nalazi u sjeverozapadnomu dijelu, zadržava hladne sjeverne vjetrove. U cjelini, sjeverni i zapadni dijelovi zemlje relativno su bliski kontinentskoj klimi, a južni i istočni sredozemnoj klimi.
Područje Sjeverne Makedonije pripada prvoj vremenskoj zoni, koja se proteže od 7°30' do 27°30' istočne zemljopisne dužine. Radi uštede goriva i električne energije, kao i povećanja radnoga učinka i drugih gospodarskih uvjeta, odlukom Vlade Republike Makedonije iz 1982. godine uvedeno je ljetno računanje vremena, te je stoga svake godine početkom lipnja kazaljke pomiču jedan sat unaprijed, da bi se krajem rujna ili početkom listopada vratili jedan sat unatrag.
Dobar geografski položaj Sjeverne Makedonije uvjetovan je važnim prometnicama i međunarodnim komunikacijskim koridorima, koji su posebno razvijeni duž riječnih tokova, dolina i planinskih obronaka. Osim toga, relativno mala udaljenost od Jadranskoga i Egejskoga mora također ide u prilog značaju prometnoga položaja. Svakako, u dobro razvijenoj prometnoj situaciji, najznačajnije mjesto zauzima dolina rijeke Vardar.
Osim kopnenoga prometa, Makedonija ima razvijen i zračni promet koji je povezuje sa susjednim zemljama i ostatkom svijeta. Zračni promet odvija se preko dviju zračnih luka, od kojih se jedna nalazi u Skoplju — Zračna luka Skopje — a druga u Ohridu — Zračna luka Sveti apostol Pavao.
Turistička prijestolnica Sjeverne Makedonije, Ohrid, na popisu je UNESCO-ve svjetske baštine od 1979.

## Galerija
- Crkva Svetoga Ivana u Kaneu s pogledom na Ohridsko jezero, najpopularnije odredište turista u Sjevernoj Makedoniji.
- Korab, najviša planina Sjeverne Makedonije.
- Topografska karta Ohridskog, Prespanskog jezera.
- Kolešinski vodopad na Belasici.